# Ivan Krastev

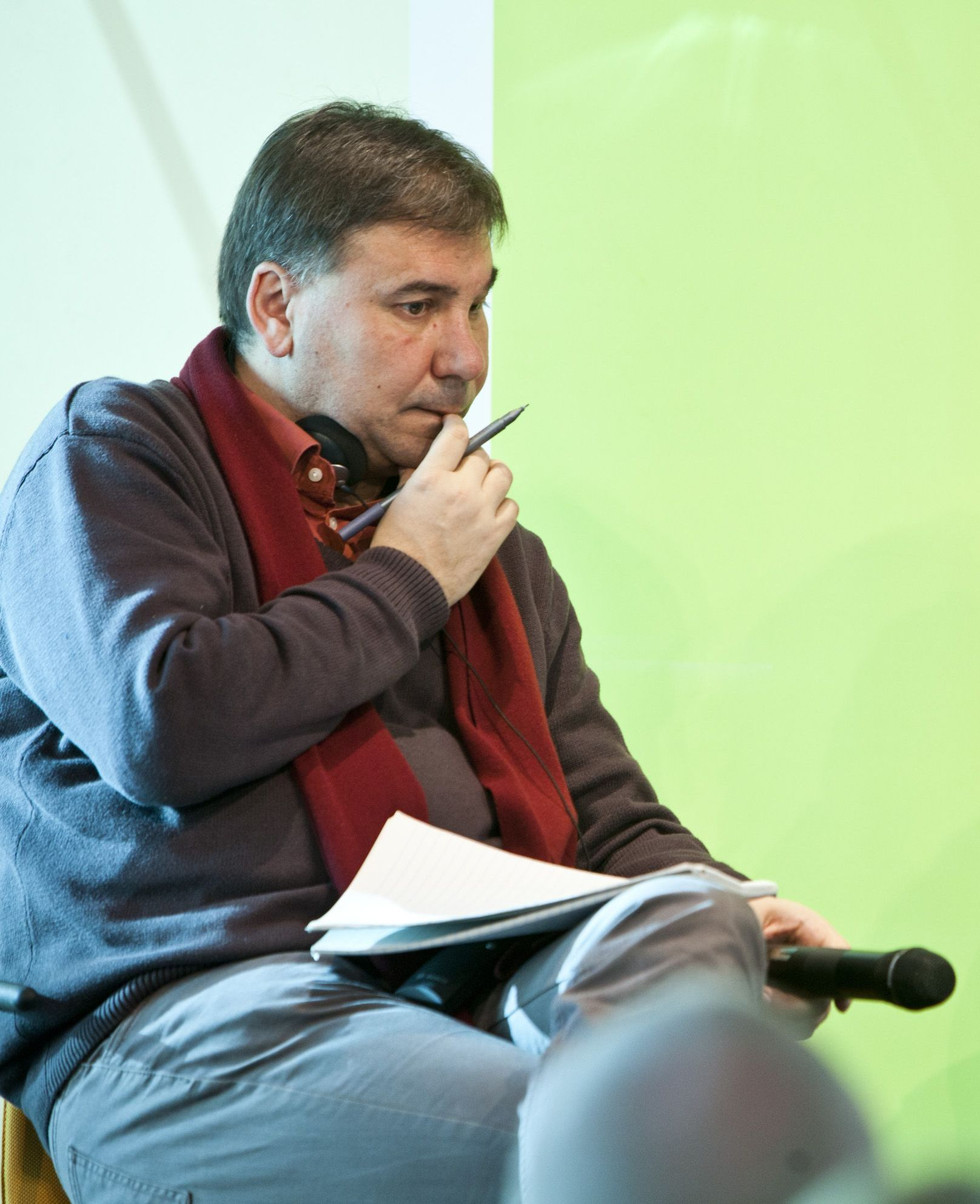
Ivan Krastev in 2017

Ivan Jotov Krastev (Bulgaars: Иван Йотов Кръстев, Loekovit, 1965) is een Bulgaars politicoloog. Hij werd in 2012 bekend met TED Talk.

## Biografie
Ivan Krastev is de zoon van Joto Krastev die hoofdredacteur was van de krant Volksjeugd. Hij studeerde filosofie aan de universiteit van Sofia en werkte bij het vallen van de muur als onderzoeker aan de Universiteit van Oxford.
Hij is voorzitter en stichter van het Centre for Liberal Strategies en permanent lid van het Institut für die Wissenschaften vom Menschen (IWM) te Wenen. 
Hij is tevens verbonden aan de Robert Bosch GmbH Stichting te Berlijn en lid van de European Council on Foreign Relations.
Tussen 2004 en 2006 was hij uitvoerend directeur van de internationale commissie voor de Balkan.

## After Europe
In zijn politieke actueel-historische hoofdwerk After Europe (2017) schrijft Krastev: "De vluchtelingencrisis ontpopte zich als het 9/11 van Europa." ("The refugee crisis turned out to be Europe’s 9/11").
In het bijzonder de opening van de grenzen voor Arabieren en Afrikanen door de Duitse Bondsregering in 2015 zou tot een nieuwe Oost-West-scheiding ("East-West divide") hebben geleid, die, parallel in een politieke Noord-Zuid-scheuring van het Europese continent dreigt uit te monden. De verantwoordelijkheid hiervoor legt hij bij een elite, die zich heeft vervreemd van de wensen en instellingen van de meerderheid van de samenleving, vooral als het om het migratievraagstuk gaat.
De politiek, de economie en de burgerij zijn op uiteenlopende gronden nauwelijks meer in staat of bereid toe te staan dat een ongecontroleerde toevloed van immigranten tot economische en culturele conflicten leidt. 
Krastev dicht de Duitsers het verlangen toe om zich met een voor de ogen van de gehele wereld getoond kosmopolitisme te willen bevrijden van de boeien van het eigen verleden. Dit staat haaks op de hunkering van de meeste Oost-Europeanen naar nationale soevereiniteit en culturele homogeniteit, een reflex die voortkomt uit een afkeer van de internationalistische politiek die zij tijdens de dominantie van de Sovjet-Unie ondergingen: "Alleen een Europa van de Naties, niet een gecentraliseerd Ëuropees Imperium heeft die uitzicht op voortbestaan."

## Publicaties
Naast schrijfwerk voor The New York Times schreef hij ook enkele boeken.
- Falend Licht: Hoe het Westen de Koude Oorlog won maar de vrede verloor (2019), samen met Stephen Holmes
- After Europe (2017)
- Democracy Disrupted. The Global Politics on Protest (2014)
- In Mistrust We Trust: Can Democracy Survive When We Don't Trust Our Leaders (2013)
- The Anti-American Century (2007), samen met Alan McPherson
- Shifting Obsessions: Three Essays on the Politics of Anticorruption (2004).